# Bahnhofstraße (Radebeul)
Die Bahnhofstraße ist eine Innerortsstraße in der sächsischen Stadt Radebeul, im Stadtteil Kötzschenbroda. Sie stellt die Verbindung dar zwischen dem historischen Dorfkern von Kötzschenbroda (Altkötzschenbroda) und der wichtigsten Längsachse von Radebeul, der Meißner Straße. Die Bahnhofstraße als Querstraße zur Meißner Straße stellt nach dem Radebeuler Zentrenkonzept die Einkaufs- und damit die Hauptstraße von Radebeul-West dar, so wie dies für die Hauptstraße in Radebeul-Ost festgelegt ist.

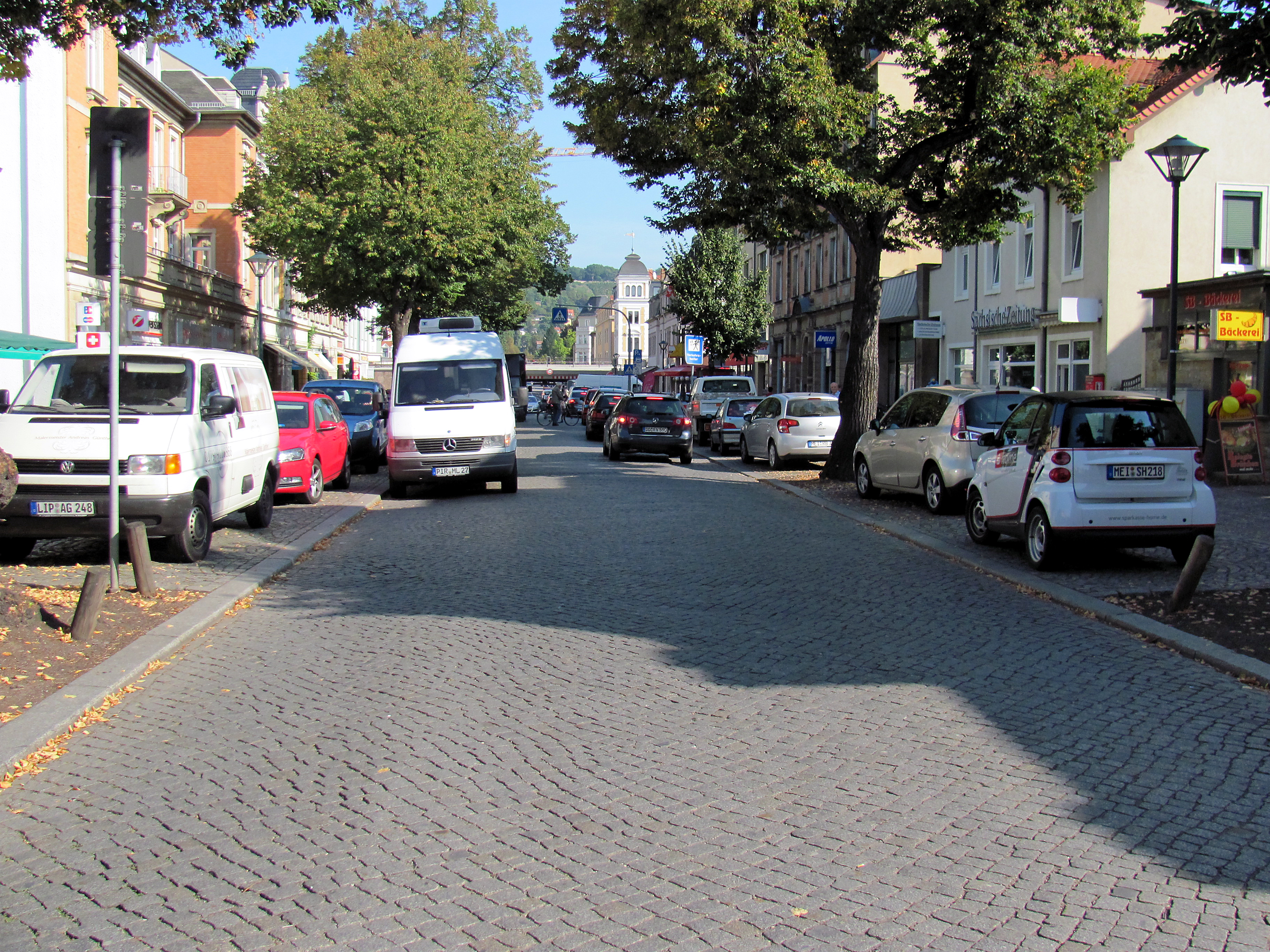
Bahnhofstraße nach Norden

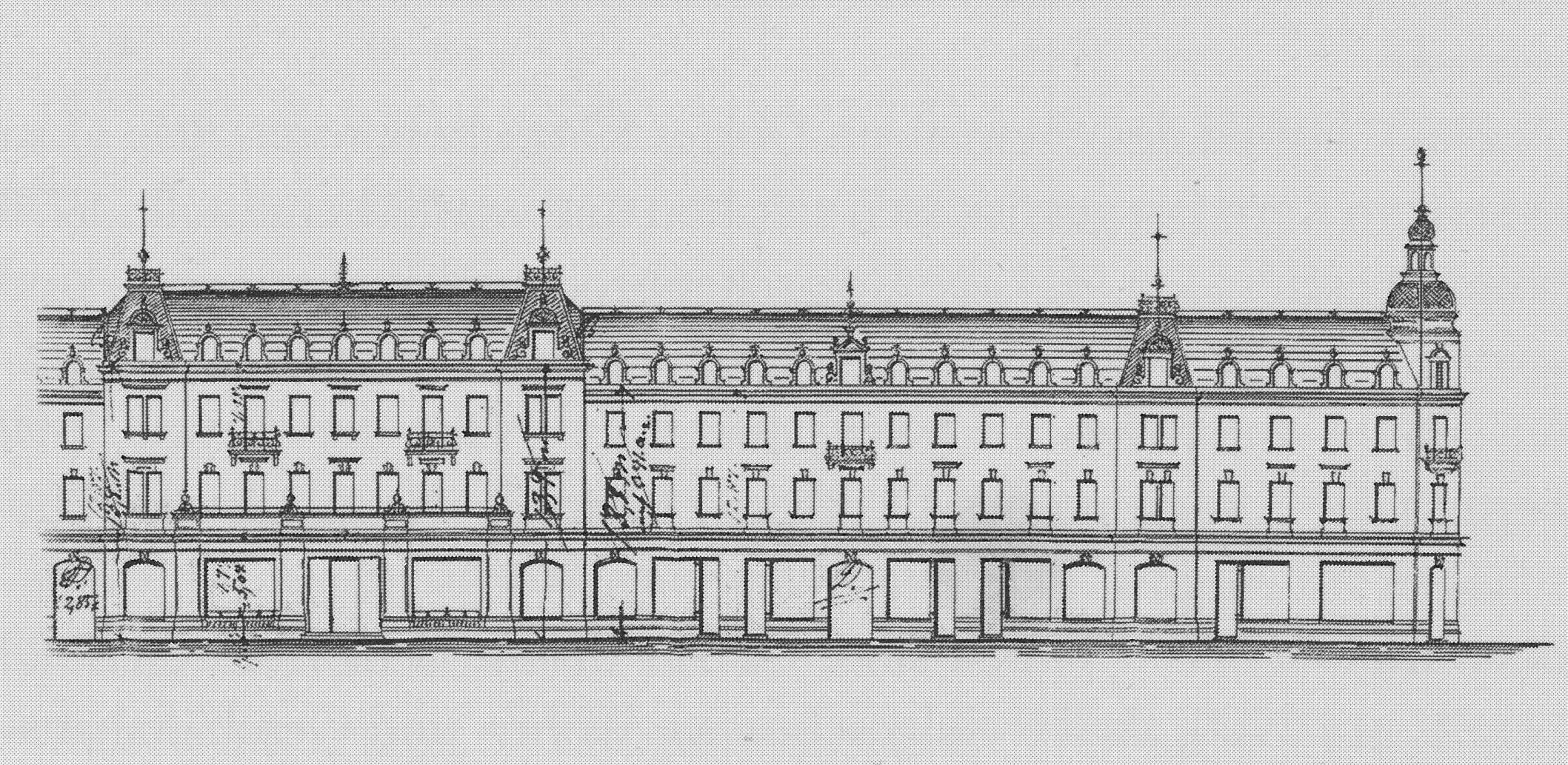
Culmbacher Hof bis Straßenecke, Bauzeichnung Fritz Mühlberg, 1896. Dabei handelt es sich um die linke Straßenfront im oberen Foto.

## Ortslage und Bebauung
Kurz vor der Kreuzung der von Süden nach Norden verlaufenden Straße liegt links der namensgebende Bahnhof des Stadtteils Kötzschenbroda, heute ein Haltepunkt der Linie S 1 der S-Bahn Dresden. Geradeaus weiter, durch die Unterführung der Eisenbahnbrücke, wird der mittelalterliche Viehweg ins oberhalb des Elbtalkessels gelegene Kötzschenbroda Oberort heute durch die Moritzburger Straße verlängert, die Teil der sächsischen Kreisstraße 8018 ist.
Diese bahnhofnahe Kreuzung mit der Meißner Straße war ab 1899 Endstation der ehemaligen Überlandstraßenbahn Lößnitzbahn, die heute die Linie 4 der Dresdner Straßenbahn darstellt, die ab 1920 bis nach Naundorf auf der Meißner Straße fährt und dann auf einem eigenen Gleiskörper nach Nordwesten nach Zitzschewig Richtung Weinböhla abbiegt.
Die Benummerung der Hausadressen erfolgt als Hufeisennummerierung: sie beginnt am Anger von Altkötzschenbroda auf der Westseite der Straße, d. h. von dort aus verlaufen auf der linken Straßenseite die Nrn. 1 bis 11 an der Meißner Straße. Von dieser laufen auf der rechten Seite die Nrn. 12 bis zur nicht bebauten 24 zurück zum Anger.
Zahlreiche der an der Bahnhofstraße liegenden Gebäude stehen heute unter Denkmalschutz und sind daher in der Liste der Kulturdenkmale in Radebeul-Kötzschenbroda aufgeführt, teilweise mit Adressen von Querstraßen:
- Westseite von Süden nach Norden: Altkötzschenbroda 8, Nr. 7 (Culmbacher Hof), Nr. 8, Nr. 8a, Güterhofstraße 1, Bahnhof (Nr. 10), Lößnitzperle (Nr. 11)
- Ostseite von Norden nach Süden: Meißner Straße 279, Nr. 12, Nr. 12b, Nr. 17, Stadtapotheke (Nr. 19), Sparkassengebäude Kötzschenbroda (Nr. 20 und Hermann-Ilgen-Straße 28)
- Zudem ist mit den Adressen Bahnhofstraße 1; 5; 6; 7; 8; 8a; 17; 18; 19 (vor) das Kulturdenkmal Mosaiksteinpflaster und Lindenallee Bestandteil der Bahnhofstraße.

Diese Gebäude stellen im Gegensatz zum Anger Altkötzschenbroda mit seiner meist bäuerlichen Bebauung mit Hofstellen bereits vorstädtische Bebauung mit noch getrennt stehenden, zweigeschossigen Gründerzeithäusern dar. Dazu kommen jedoch auch Teile städtischer Bebauung, so die Jahrhundertwende-Häuser Bahnhofstraße 7 bis 8a sowie das Eckhaus Güterhofstraße 1 gegenüber vom Bahnhof, die eine dreigeschossige geschlossene Bebauung darstellen.

## Mosaiksteinpflaster und Lindenallee

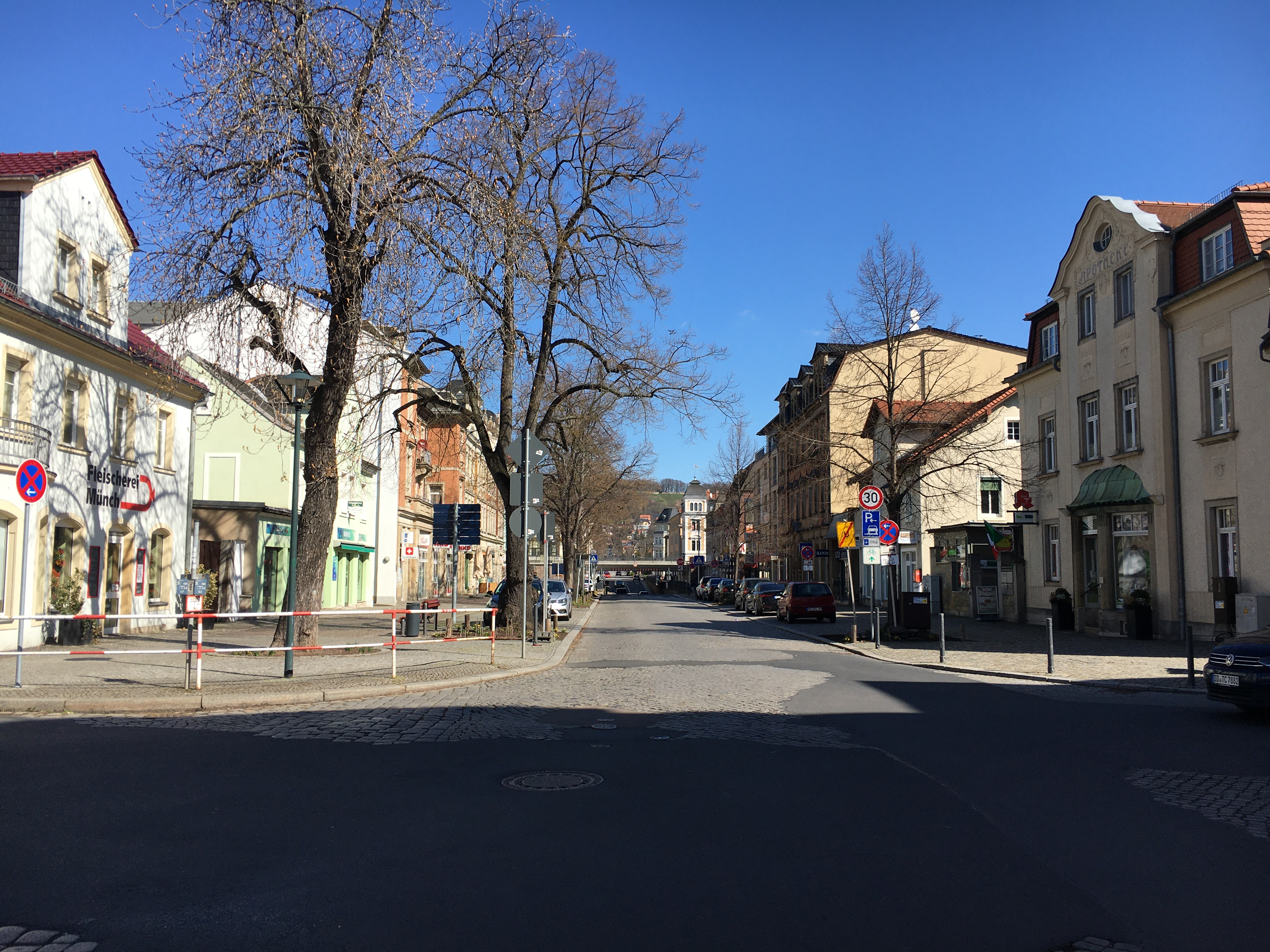
Die Baumallee im Winter 2021

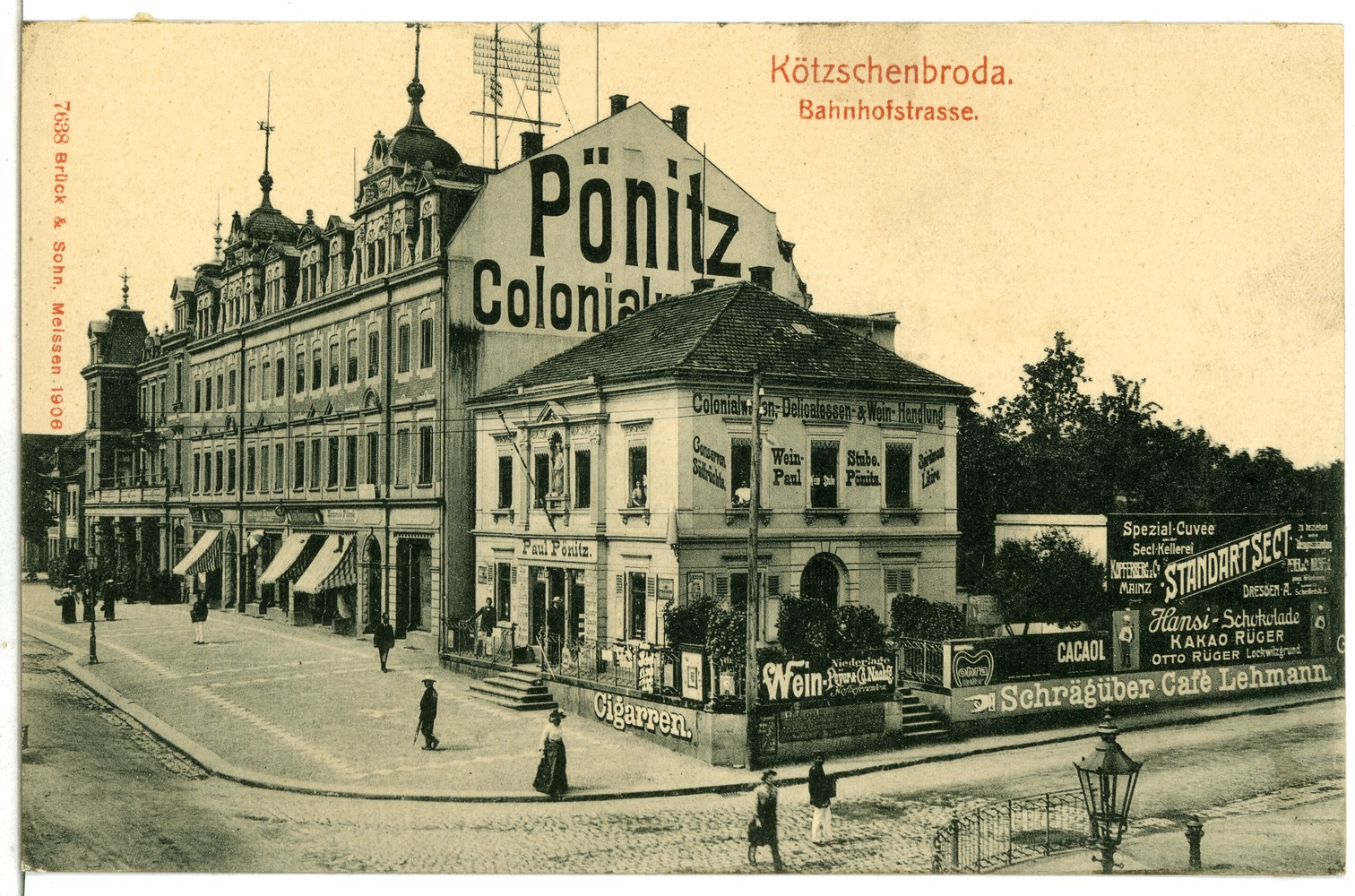
Mosaiksteinpflaster 1906

Das Kulturdenkmal Mosaiksteinpflaster und Lindenallee mit der Adresse Bahnhofstraße 1; 5; 6; 7; 8; 8a; 17; 18; 19 (vor), also die Bürgersteigpflasterung und die Bäume vor den Häusern mit den genannten Nummern, ist ein Werk der Landschafts- und Gartengestaltung.
Es besteht aus der historischen „Pflasterung mit verschiedenfarbigen Steinen und Sternornament“ des Bürgersteigs sowie entlang der Straße aus einer historischen „Lindenallee mit Rosskastanie im Kreuzungsbereich“ der Bahnhofstraße mit der Hermann-Ilgen-Straße und der Wilhelm-Eichler-Straße. Die Pflasterung aus der Zeit der Jahrhundertwende zum 20. Jahrhundert wurde mit sogenannten Dresdner Seifensteinen gepflastert, einem Klinker in dunkel- und hellgrauen sowie dunkel- und hellroten Farben. 
Die geschützte Straßengestaltung ist „ortsbildprägend und dadurch städtebaulich von Bedeutung, künstlerisch und ortgeschichtlich bedeutend“.

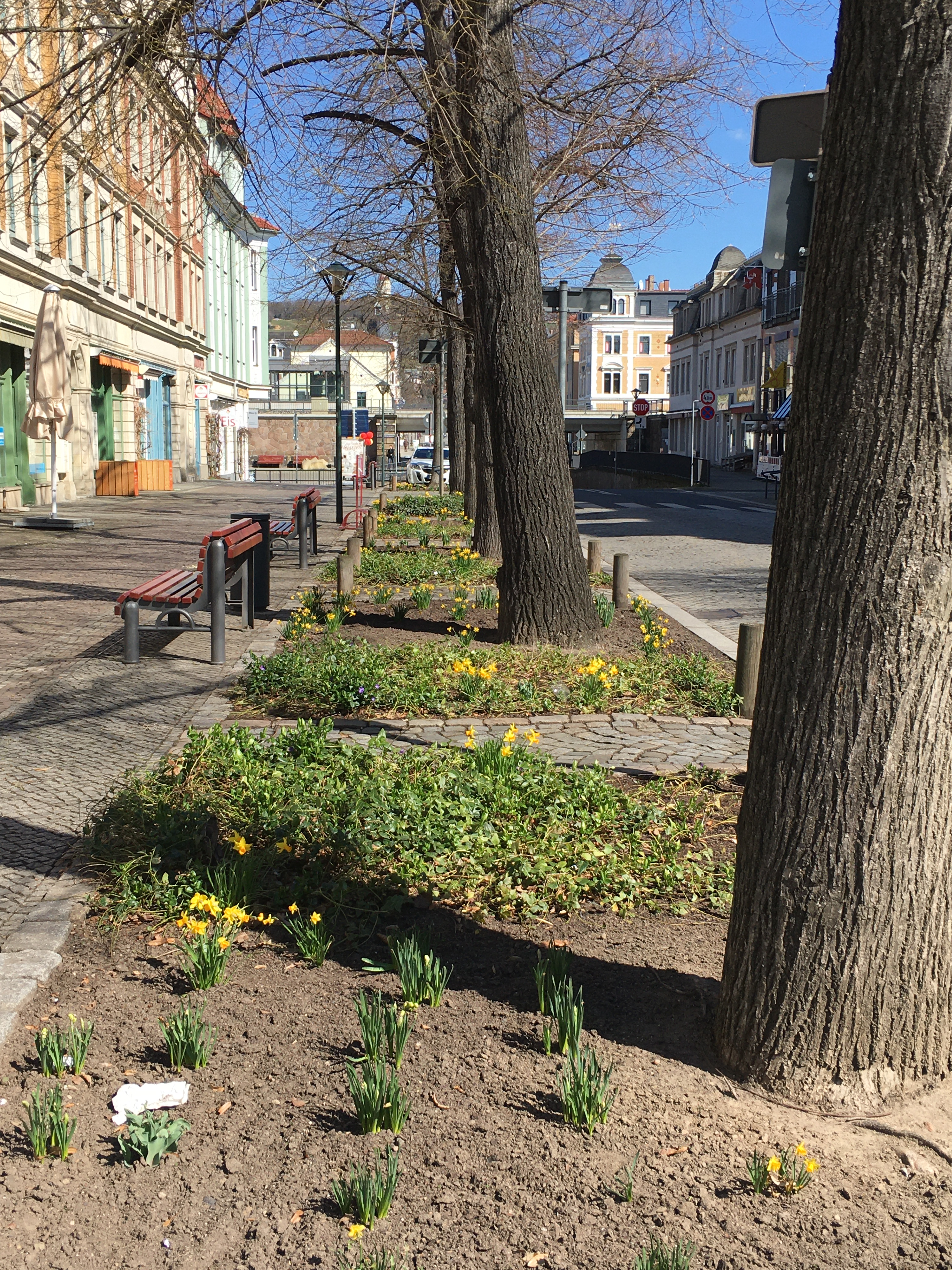
Bepflanzte Baumflächen
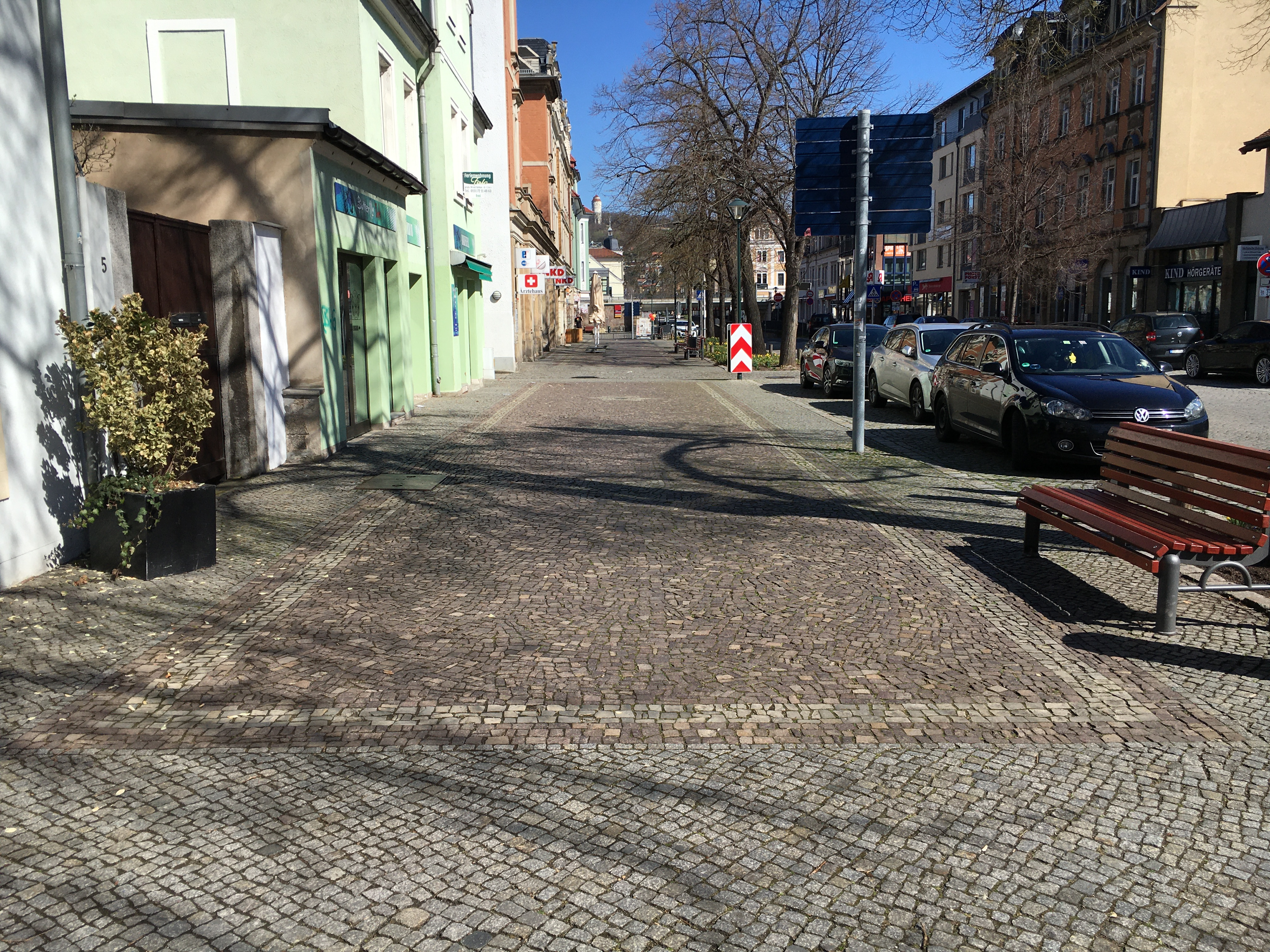
Pflasterung der Westseite
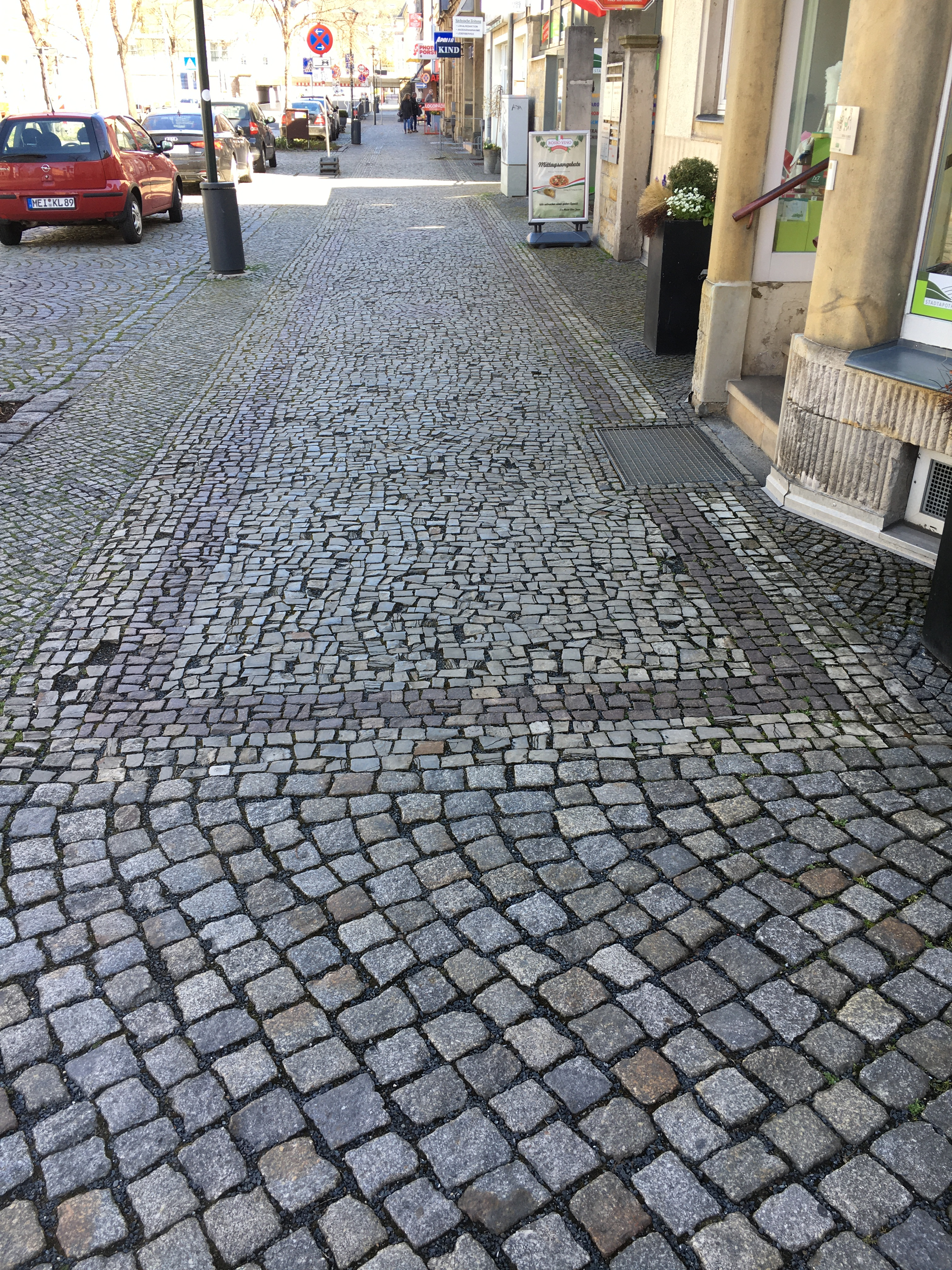
Pflasterung der Ostseite
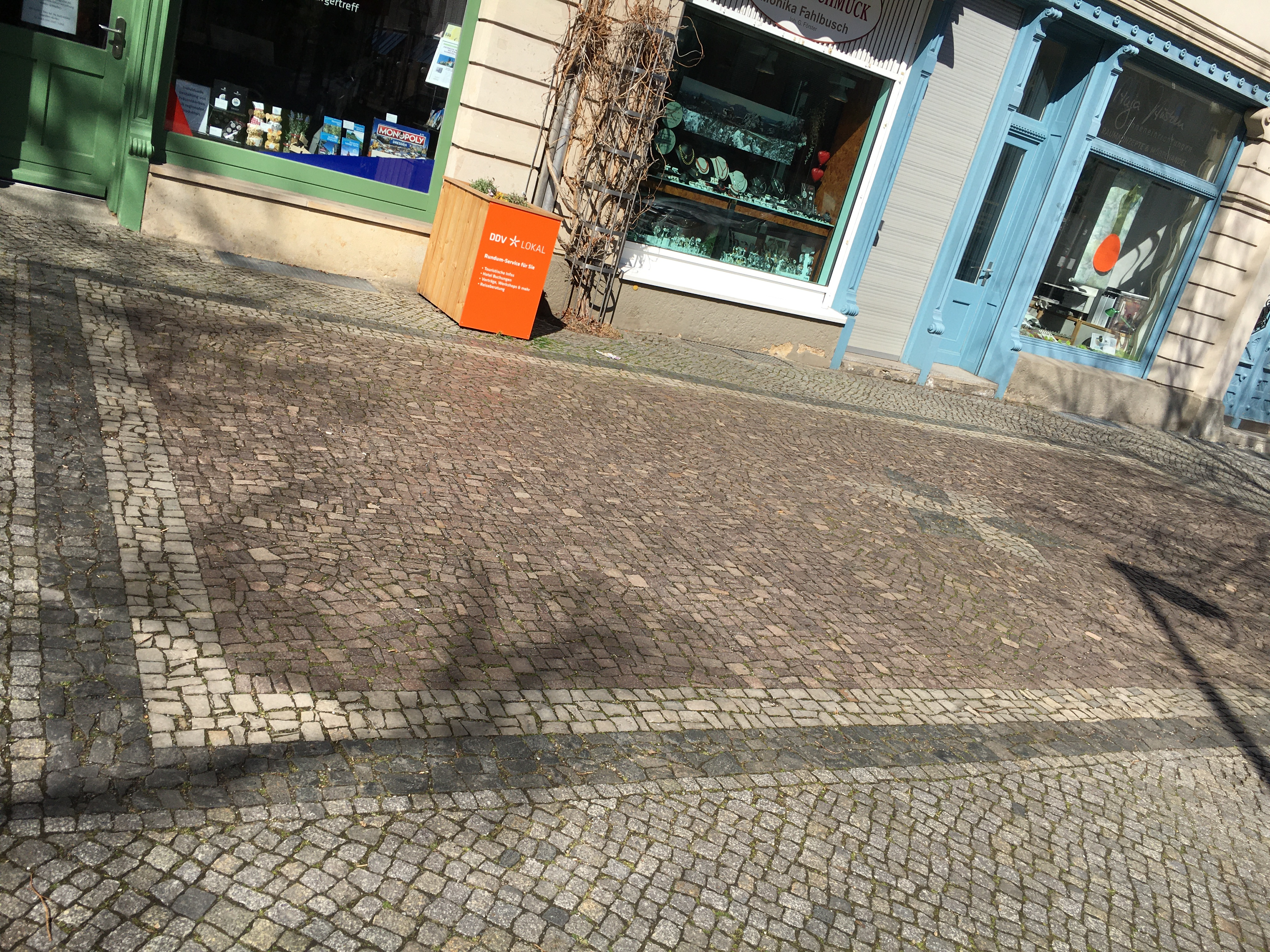
Stern im Rahmen
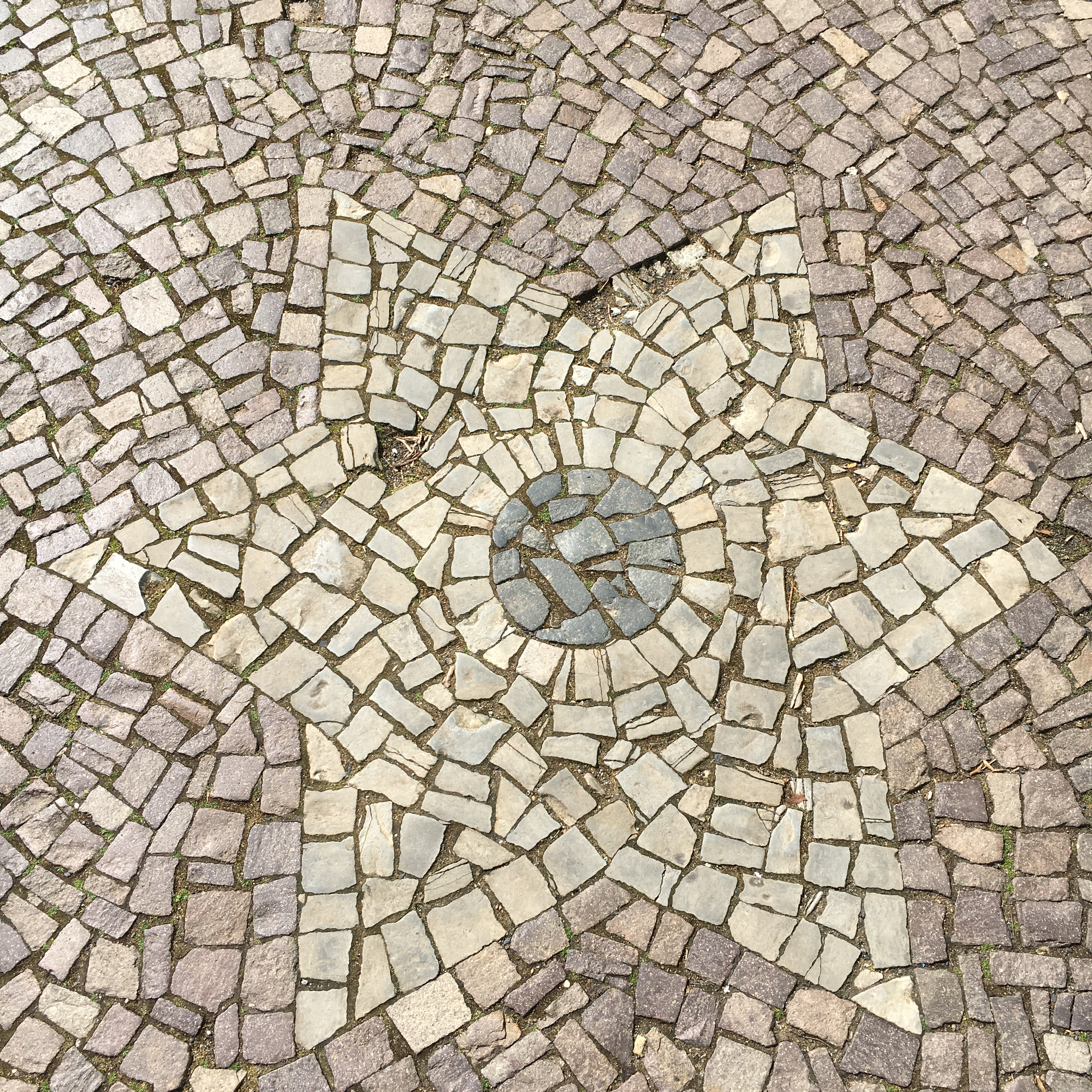
Stern mit Mitte

## Anwohner
Die Apotheke mit der Nr. 19 gehörte dem sächsischen Apotheker, Unternehmer sowie Sport- und Kunstmäzen Hermann Ilgen.

## Benamung
Im Jahr 1547 wurde der Weg, auf dem im Mittelalter bzw. der frühen Neuzeit das Vieh in das Oberland getrieben wurde und der heute im unteren Teil die Bahnhofstraße darstellt, als Vyheweg urkundlich erwähnt. 1860 erfolgte die Widmung des Namens Eisenbahnstraße, damals führte die Straße noch ebenerdig über die Gleise der Bahnstrecke Leipzig–Dresden am 1840 eröffneten Bahnhof Kötzschenbroda. Mit dem Bau des heutigen Bahnhofsempfangsgebäudes 1897 erfolgte die Umbenennung in Bahnhofstraße.
Nach dem Zweiten Weltkrieg, 1945, erhielt der Verkehrsweg den Namen Straße der Befreiung. 1991 kehrte die Verwaltung zum vorherigen Namen Bahnhofstraße zurück.